# 楊崇祖
楊崇祖，仇池氐人，在496年正月被南齊授為沙州刺史，封陰平王。
他在父親楊炅去世後繼立，死後由兒子楊孟孫繼承。從《梁書》記載天監初年以「孟孫為假節、督沙州刺史、陰平王」推算，楊崇祖在天監初年或以前去世。
| 前任： 楊炅 | 仇池首領 496年－？ | 繼任： 楊孟孫 |